# Connie Britton
Connie Britton (ur. 6 marca 1967 w Bostonie) − amerykańska aktorka.

## Życiorys
Urodziła się pod nazwiskiem Constance Womack, jako córka Lindy i Allena Womacków. W wieku siedmiu lat przeniosła się wspólnie z rodzicami i siostrą Cynthią do miejscowości Lynchburg w stanie Wirginia; tam ukończyła E.C. Glass High School. Uczęszczała do Dartmouth College, a w 1989 roku, po zakończeniu studiów, sprowadziła się do Nowego Jorku. Dwa lata uczyła się fachu aktorki w Neighborhood Playhouse School of the Theatre.
Grywa w filmach kinowych i projektach telewizyjnych, pojawia się także na deskach teatralnych. W latach 1996–2000 wcielała się w postać Nikki Faber w sitcomie ABC Spin City. W piątym sezonie (2006) serialu akcji FOX 24 godziny (24) odegrała postać Diane Huxley − ukochanej głównego bohatera, byłego agenta CTU Jacka Bauera (Kiefer Sutherland). Pierwszoplanowa rola Tami Taylor w serialu NBC Friday Night Lights (2006–2011) przyniosła jej nominację do Nagrody Emmy i dwie nominacje do nagrody Television Critics Association. W 2010 roku wystąpiła w horrorze Koszmar z ulicy Wiązów (A Nightmare on Elm Street) jako doktor Gwendoline „Gwen” Holbrook, matka protagonistki kreowanej przez Rooney Marę.

## Filmografia

### Filmy
- 1995: Piwne rozmowy braci McMullen (The Brothers McMullen) jako Molly McMullen
- 1996: Klauzula zbrodni (Escape Clause) jako Leslie Bullard
- 1998: Nie patrz wstecz (No Looking Back) jako Kelly
- 2001: The Next Big Thing
Król ulicy (One Eyed King) jako Helen Reilly
Gwiazdeczka: Historia Shirley Temple (Child Star: The Shirley Temple Story) jako Gertrude Temple
- 2004: Światła stadionów (Friday Night Lights) jako Sharon Gaines
Gdzie jest Kitty? (Looking for Kitty) jako panna Petracelli
- 2005: The Life Coach jako Connie
Pokonać śmierć (Special Ed) jako Abi
- 2006: Ostatnia zima (The Last Winter) jako Abby Sellers
The Lather Effect jako Valinda
- 2009: Kobiety w opałach (Women in Trouble) jako Doris
- 2010: Koszmar z ulicy Wiązów (A Nightmare on Elm Street) jako dr Gwen Holbrook
- 2011: Conception jako Gloria
- 2012: Three Days in Dublin jako Connie
Przyjaciel do końca świata (Seeking a Friend for the End of the World) jako Diane
The Fitzgerald Family Christmas jako Nora
- 2013: Kiedy anioły śpiewają (Angels Sing) jako Susan Walker
Do zaliczenia (The To Do List) jako pani Clark
- 2014: Powiedzmy sobie wszystko (This Is Where I Leave You) jako Tracy Sullivan
- 2015: Earl i ja, i umierająca dziewczyna (Me and Earl and the Dying Girl) jako matka Grega
American Ultra jako Victoria Lasseter
- 2019: Gorący temat (Bombshell) jako Beth Ailes

### Seriale telewizyjne
- 1996: Spin City jako Nikki Faber
- 2000: Ścigany (The Fugitive) jako Maggie Kimble-Hume
- 2001: The Fighting Fitzgeralds jako Sophie
- 2003: Lost at Home jako Rachel Davis
- 2006: Friday Night Lights  jako Tami Taylor
- 2011: American Horror Story: Murder House jako Vivien Harmon
- 2012: Nashville jako Rayna Jaymes
- 2013: Drunk History jako Patricia Shaheen
- 2016: American Crime Story: Sprawa O.J. Simpsona jako Faye Resnick
- 2018: 9-1-1 jako Abby Clark
- 2018: American Horror Story: Apokalipsa jako Vivien Harmon
- 2018–2019: Dirty John jako Debra Newell
- 2021: Biały Lotos jako Nicole Mossbacher